# E quindi uscimmo a riveder le stelle

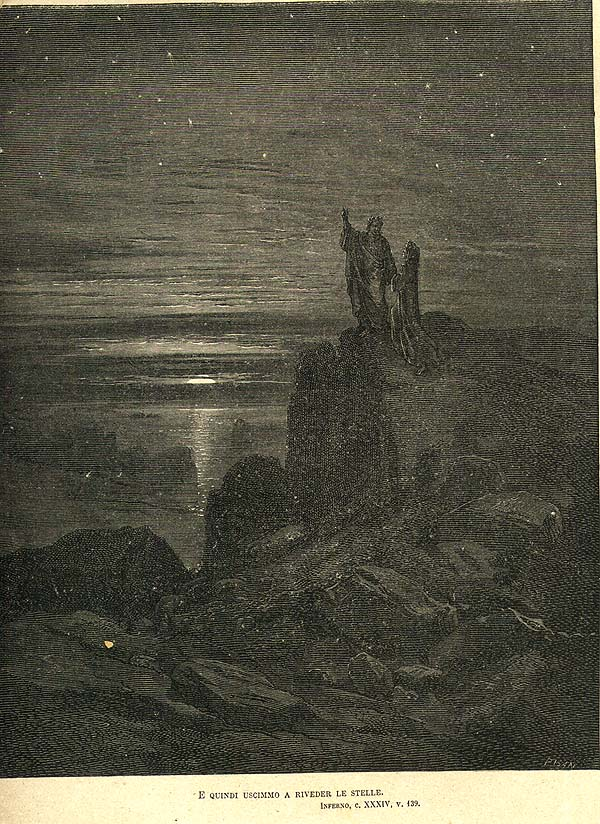
Doré: E quindi uscimmo ...

"E quindi uscimmo a riveder le stelle" (Inferno XXXIV, 139), è l'ultimo verso dell'Inferno della Divina Commedia di Dante Alighieri. Dopo aver faticosamente attraversato la natural burella che collega l'Inferno alla spiaggia dell'Antipurgatorio, Dante e Virgilio alla fine contemplano lo stellato cielo notturno dell'altro emisfero: è un presagio del nuovo cammino di luce e di speranza dopo le tenebre precedenti, "come pura felicità dello sguardo".
Le stelle, osservava Attilio Momigliano, sono la meta di Dante e per questo motivo ricorrono nel verso finale di ogni cantica della Commedia: una rispondenza che «non è pura simmetria, ma espressione del motivo ideale che corre attraverso il poema e lo innalza costantemente verso la meta».